# Cantone di Gond-Pontouvre
Il Cantone di Gond-Pontouvre è una divisione amministrativa dell'arrondissement di Angoulême.
A seguito della riforma approvata con decreto del 20 febbraio 2014, che ha avuto attuazione dopo le elezioni dipartimentali del 2015, non ha subìto modifiche.

## Composizione
Comprende i 4 comuni di:
- Balzac
- Champniers
- Gond-Pontouvre
- Saint-Yrieix-sur-Charente